# Jesse Douglas
Jesse Douglas (New York, 3 juli 1897 – aldaar, 7 september 1965) was een Amerikaans wiskundige. Hij werd in New York geboren uit Joodse immigranten uit Rusland. Hij bezocht van 1920–1924 het Columbia College aan de Columbia Universiteit. 
Douglas was in 1936 een van de eerste twee winnaars van de Fields-medailles. Hij werd geëerd voor zijn oplossing in 1930, van het probleem van Plateau, waarin wordt gevraagd of er een minimale oppervlakte bestaat voor een gegeven grens. Het probleem, open sinds 1760 toen Lagrange het voor het eerste formuleerde, is een onderdeel van de variatierekening en staat ook bekend als het zeepbelprobleem. Douglas leverde ook belangrijke bijdragen aan het inverse probleem uit de Lagrangiaanse mechanica. 
Van de American Mathematical Society ontving hij in 1943 de Bôcher-prijs.

## Werken
- (en)  Douglas, Jesse, Solution of the problem of Plateau, Transactions of the American Mathematical Society, 33 (1931), nr. 1, blz. 263-321.
- (en)  Douglas, Jesse, Solution of the inverse problem in the calculus of variations, Transactions of the American Mathematical Society. Vol. 50, nr 1, (1941), blz. 71-128, zie hier